# Harley Rutledge
Harley D. Rutledge (10 tháng 1 năm 1926 – 5 tháng 6 năm 2006) là giáo sư vật lý và nhà nghiên cứu UFO người Mỹ.

## Tiểu sử
Năm 1966, Rutledge lấy bằng tiến sĩ chuyên ngành vật lý chất rắn tại Đại học Missouri. Sau đó, ông đã đảm nhận vị trí Giáo sư và Chủ nhiệm Khoa Vật lý tại Đại học bang Đông Nam Missouri. Ông giữ chức Trưởng khoa từ năm 1964 đến 1982 và nghỉ hưu vào năm 1992.

## Nghiên cứu UFO
Đứng trước thử thách trong việc giải thích vụ chứng kiến ánh sáng không xác định và hiện tượng phát sáng trên bầu trời xung quanh thành phố Piedmont, Missouri, Rutledge đã quyết định đưa các báo cáo này vào phân tích khoa học. Ông tập hợp một nhóm các nhà quan sát được đào tạo đại học về vật lý học, bao gồm một loạt thiết bị lớn: máy phân tích phổ RF, kính viễn vọng Questar, máy dò âm thanh tần số thấp, máy phân tích tần số điện từ, máy ảnh và máy đo điện kế để đo các biến thể trong Trường hấp dẫn của Trái Đất.
Kết quả là Dự án Identification bắt đầu vào tháng 4 năm 1973, ghi lại hàng trăm giờ quan sát. Đây là nghiên cứu thực địa khoa học đầu tiên về UFO, có thể theo dõi các hiện tượng trong thời gian thực, cho phép Rutledge tính toán vận tốc, phương hướng, vị trí, khoảng cách và kích thước thực tế của các vật thể.
Quan sát bầu trời đêm không bị che khuất thường tiết lộ "những ngôi sao giả" - những luồng ánh sáng tĩnh được ngụy trang bởi các chòm sao quen thuộc. Một số vật thể xuất hiện bắt chước kiểu dáng của loại máy bay thông thường; số khác thì trái ngược với các định luật vật lý. Phát hiện gây sửng sốt nhất là trong ít nhất 32 lần được ghi lại, chuyển động của ánh sáng được đồng bộ hóa với hành động của người quan sát. Chúng xuất hiện phản ứng với ánh sáng được bật và tắt, và các thông điệp bằng lời nói hoặc radio. Kết quả cuối cùng của dự án này đã được ghi nhận trong cuốn sách năm 1981 có tựa đề Project Identification: The first Scientific Study of UFO Phenomena (Dự án Nhận dạng: Nghiên cứu khoa học đầu tiên về hiện tượng UFO).
Rutledge đã chết vào thứ Hai, ngày 5 tháng 6 năm 2006 tại Viện Dưỡng lão Missouri ở tuổi 80.

## Sách
- Project Identification: The first Scientific Study of UFO Phenomena. Prentice-Hall 1981 ISBN 0-13-730713-6 by Harley D. Rutledge, Ph.D.